# Zaischnopsis usingeri
Zaischnopsis usingeri är en stekelart som beskrevs av David Timmins Fullaway 1946. 
Zaischnopsis usingeri ingår i släktet Zaischnopsis och familjen hoppglanssteklar. Artens utbredningsområde är Guam. Inga underarter finns listade i Catalogue of Life.